# Port Noarlunga
Port Noarlunga är en del av en befolkad plats i Australien. Den ligger i kommunen Adelaide och delstaten South Australia, omkring 27 kilometer sydväst om delstatshuvudstaden Adelaide. Antalet invånare är 2 464.
Närmaste större samhälle är Morphett Vale, nära Port Noarlunga. 
Runt Port Noarlunga är det i huvudsak tätbebyggt. Runt Port Noarlunga är det tätbefolkat, med 550 invånare per kvadratkilometer. Genomsnittlig årsnederbörd är 729 millimeter. Den regnigaste månaden är juni, med i genomsnitt 133 mm nederbörd, och den torraste är december, med 21 mm nederbörd.